# Prenanthella
Prenanthella es un género monotípico de plantas herbáceas perteneciente a la familia  Asteraceae. Su única especie: Prenanthella exigua (A.Gray) Rydb., es originaria de Norteamérica. El género fue descrito por Per Axel Rydberg y publicado en Bulletin of the Torrey Botanical Club 33(3): 160-161, en el año 1906.

## Descripción
Esta hierba anual produce un tallo delgado, y alcanza una altura máxima de cerca de 40 centímetros. Tiene una capa de escasos pelos glandulares y contiene un jugo lechoso. La mayoría de las hojas se encuentran cerca de la base del tallo. Son amplias en forma de lanza y, a veces dividida en segmentos. Hojas más pequeñas se producen más alto en el tallo, los cuales pueden estar reducidas a escamas. La inflorescencia es una panoja de varias cabezas de flores. Cada pequeña cabeza o capítulo, es cilíndrica y estrecha, su base está envuelta con brácteas en forma de lanza.  Cada florecilla tiene  color blanco a rosa pálido y tiene una punta dentada. El fruto es un aquenio de color blanco con vilano de cerdas blancas.

## Distribución y hábitos
Es nativa del suroeste de los Estados Unidos desde California a Texas y llega hasta el norte de Idaho. Su hábitat incluye desiertos y bosques. 

## Sinonimia
- Lygodesmia exigua (A. Gray) A.Gray
- Prenanthes exigua A. Gray[3]